# Канапьянов, Ерулан Мусаханович
Ерула́н (Ерлан) Мусаха́нович Канапья́нов (р. 15 декабря 1958, Казахская ССР) — композитор, публицист,  общественный деятель и меценат  Республики Казахстан. Член Союза композиторов Казахстана, член Союза писателей Казахстана, член Союза журналистов Казахстана, вице-президент Международного казахского ПЕН-Клуба.

## Семья
Происходит из рода торе. Отец — Мусахан Канапьянов - выдающийся педагог, заведующий областным отделом народного образования, директор знаменитой школы-интерната в с.Сырымбет в Кокчетавской области.  Потомок Салкам-Жангир хана и Султанмамет султана. Брат государственного деятеля, дипломата, первого Министра по инвестициям Республики Казахстан Сержана Канапьянова, известного казахского поэта, переводчика, сценариста, кинорежиссёра Бахытжана Канапьянова и доктора политических наук, известного государственного деятеля Казахстана и России - Раушан Канапьяновой.

## Общественная деятельность
Ерулан Канапьянов — Президент Евразийского фонда культуры, Генеральный директор международного балетного фестиваля «Приз Традиций», президент Фонда Алтын Адам. Учредитель Международного хореографического конкурса «Өрлеу». Член попечительского совета Казахской национальной академии искусств им. Т. К. Жургенова, член попечительского совета Алматинского музыкального колледжа имени П. Чайковского, председатель попечительского совета Алматинского хореографического училища имени А.Селезнева, член жюри на конкурсе песни «Пять звёзд. Интервидение».

## Творчество
Соавтор (совместно с Насером Кульсариевым) первой казахстанской рок-оперы-балета Такыр, посвящённой проблеме обмеления Аральского моря.
Участник легендарной казахстанской музыкальной группы «Улан», продюсер группы «A’cappella ExpreSSS».
Автор музыки Гимна эстафеты огня 7-x зимних Азиатских игр, автор музыки гимна эстафеты огня 28-Всемирной зимней Универсиады в г. Алматы.

## Музыкальные диски и альбомы
- «Река времен», инструментальные композиции, 2 CD, исп. Алексей Козлов и группа «Арсенал».
- «Жизни календарь», песни Ерулана Канапьянова.
- «Музыкальный  Казахстан» CD-альбом, посвященный Саммиту ОБСЕ в Казахстане в 2010 году.
- «Қазақстан, төрт мезгіл» (Kazakhstan four seasons), художественный музыкальный альбом, 2011 год.
- Музыкальный альбом «Аққу Елім Қазақстан» в честь 550-летия Казахского ханства[5].
- «Middle of the river», автор текста Генри Лонгфелло, исп. A’cappella ExpreSSS[6].
- «Восхождение к истоку», антология музыкальных произведений Е.Канапьянова из 4-х CD-дисков.

## Литературные произведения
- «Таинственный мой сад», сборник стихотворений.
- «Восхождение к истоку», книга стихов.
- «Вселенная судьбы», книга эссе и документальных рассказов.
- «Одна на всех Победа», книга о героях Второй мировой войны.
- «Өнегелі өмір», книга о жизни и творчестве Ерулана Канапьянова.

## Некоторые музыкальные произведения
- Аманат
- Астана
- Атамекен
- Айтылмаған бір әнім бар
- Люблю и помню
- Люблю и помню (джазовая версия)
- Middle of the River
- Город солнца — Алматы
- Верю я
- Жизни календарь
- «Мира, 50»
- Әнұраным — Азиада
- https://www.youtube.com/watch?v=FVQB1w6fIFk
- https://www.youtube.com/watch?v=Wm6803I83Ow
- https://www.youtube.com/watch?v=NnBYkZ-HHUM

## Награды
- Орден Парасат (2016)
- Орден Курмет (2005)
- Почетный гражданин города Алматы [7] (2024).
- Композитор года в Казахстане (2002), премия телеканала Хабар.
- Почётный диплом Президента Республики Казахстан за благотворительную и спонсорскую деятельность в культурной и гуманитарной сферах в 2000 году (31 января 2001 года)[8]
- Нагрудный знак «За заслуги перед польской культурой»[9]
- Специальный приз «Жемчужина» - за сохранение и развитие традиций Андрея Петрова, Всероссийский конкурс композиторов имени Андрея Петрова (2008)